# Ousson-sur-Loire
Ousson-sur-Loire est une commune française, située dans le département du Loiret en région Centre-Val de Loire.

## Géographie

### Localisation et communes limitrophes

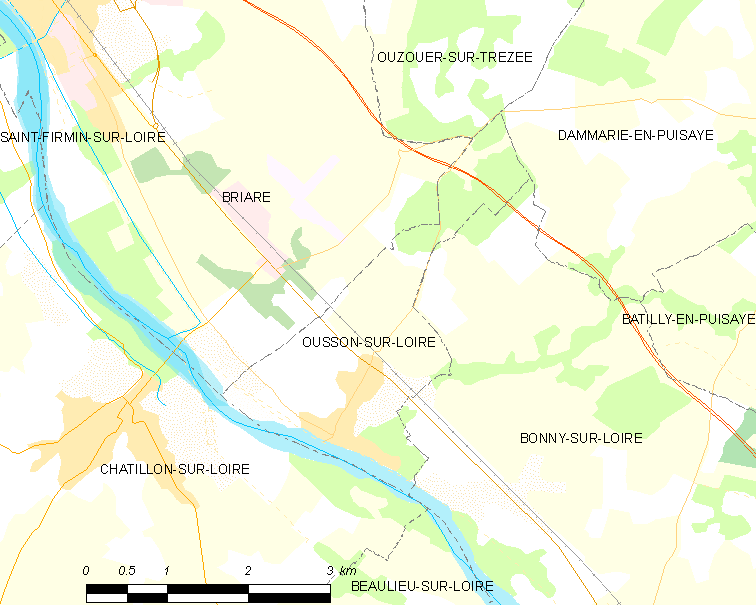
Carte de la commune d'Ousson-sur-Loire et des communes limitrophes.

La commune d'Ousson-sur-Loire se trouve dans le quadrant sud-est du département du Loiret, dans la région agricole de la Puisaye. À vol d'oiseau, elle se situe à 74,5 km  d'Orléans, préfecture du département, à 45,5 km de Montargis, sous-préfecture, et à 6,7 km de Briare, ancien chef-lieu du canton dont dépendait la commune avant mars 2015. La commune fait partie du bassin de vie de Briare.
Les communes les plus proches sont : Châtillon-sur-Loire (2,6 km), Bonny-sur-Loire (5,1 km), Beaulieu-sur-Loire (5,6 km), Saint-Firmin-sur-Loire (5,8 km), Briare (6,7 km), Dammarie-en-Puisaye (7,6 km), Batilly-en-Puisaye (7,6 km), Thou (9,1 km), Ouzouer-sur-Trézée (9,3 km) et Saint-Brisson-sur-Loire (10,2 km).

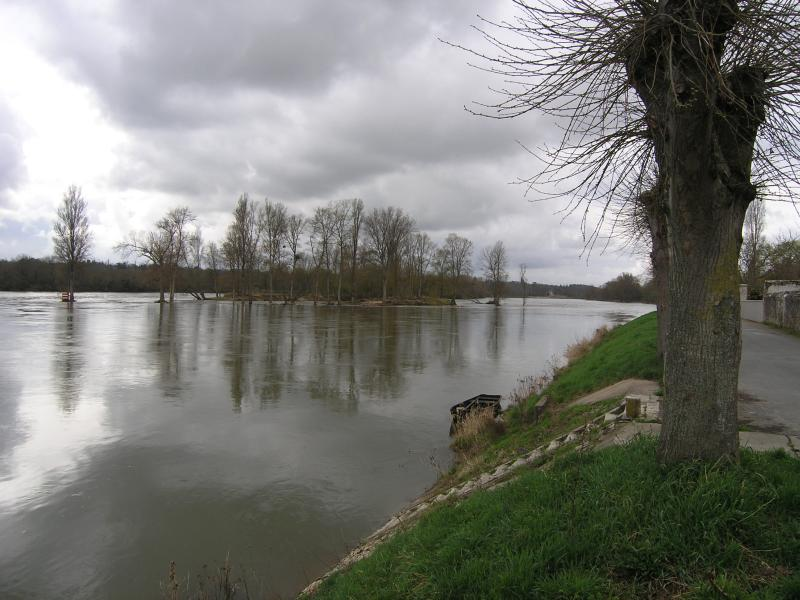
Les bords de Loire à Ousson-sur-Loire.
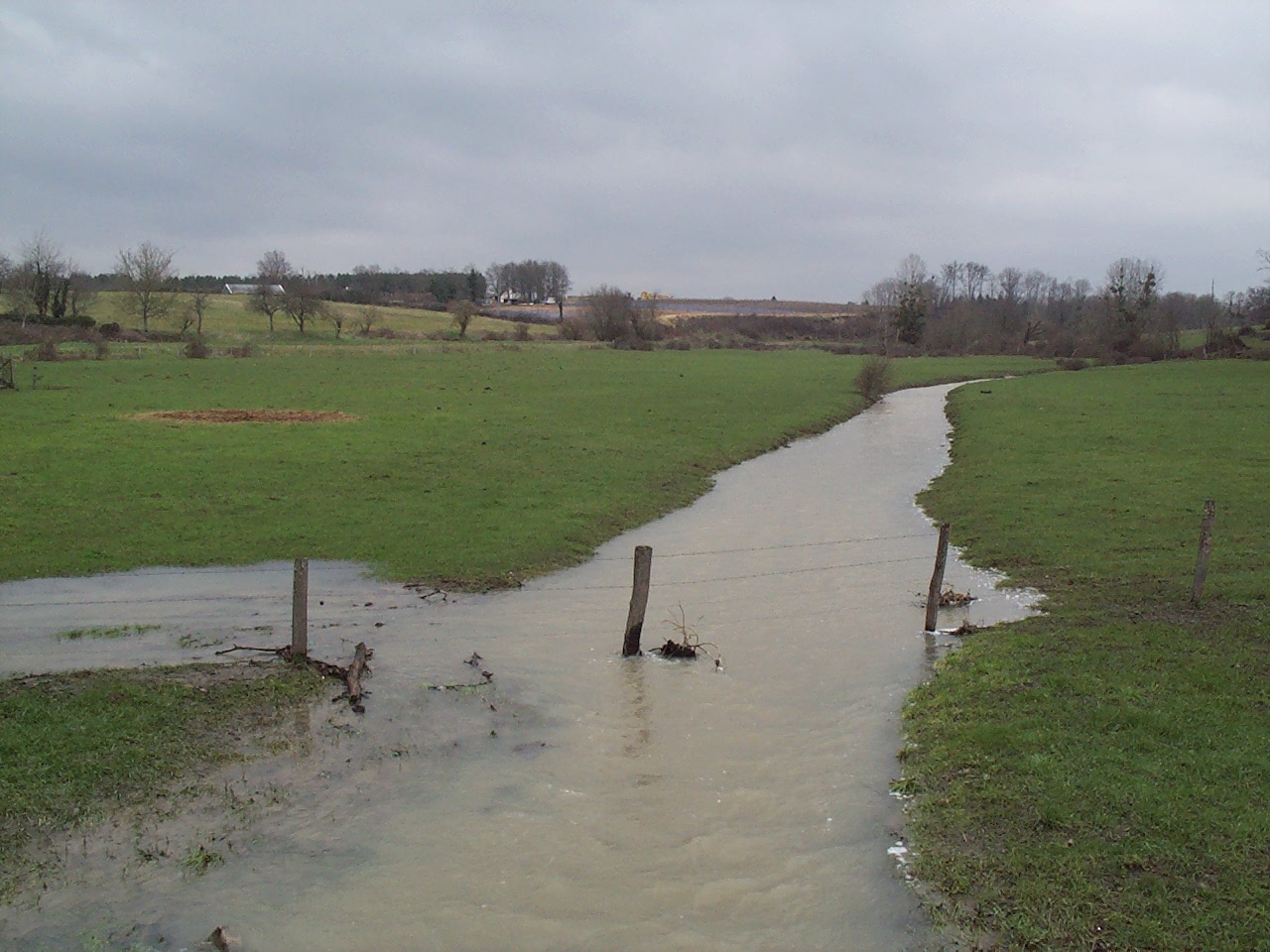
L'Ousson en crue.

### Géologie et relief

#### Géologie
La commune se situe dans le sud du Bassin parisien, le plus grand des trois bassins sédimentaires français. Cette vaste dépression, occupée dans le passé par des mers peu profondes et des lacs, a été comblée, au fur et à mesure que son socle s’affaissait, par des sables et des argiles, issus de l’érosion des reliefs alentours, ainsi que des calcaires d’origine biologique, formant ainsi une succession de couches géologiques.
Les couches affleurantes sur le territoire communal sont constituées de formations superficielles du Quaternaire et de roches sédimentaires datant du Cénozoïque, l'ère géologique la plus récente sur l'échelle des temps géologiques, débutant il y a 66 millions d'années. La formation la plus ancienne est du  poudingue de Nemours, remontant à l’époque Éocène de la période Éocène. La formation la plus récente est des alluvions récentes des lits mineurs remontant à l’époque Holocène de la période Quaternaire. Le descriptif de ces couches est détaillé dans  la feuille « n°432 - Gien » de la carte géologique au 1/50 000ème du département du Loiret, et sa notice associée.

Carte géologique de la commune.

|  | Fz :  | alluvions récentes des lits mineurs, Holocène                                   |
|  | FC :  | alluvions et colluvions du fond des vallées secondaires, Holocène               |
|  | Fw :  | alluvions de haute terrasse de la Loire, Pléistocène (Riss), terrasse +10 -15 m |
|  | Fvb : | alluvions de haute terrasse, Pléistocène (Mindel), terrasse +20 m               |

|  | FuL : | alluvions de très haute terrasse de la Loire, Pléistocène (Villafranchien), terrasse +40 m |
|  | qCS : | colluvions à silex de versant, Quaternaires                                                |

|  | e7-g1CBr : | calcaires de Gien et de Briare, Éocène supérieur à Oligocène |
|  | e4PN :     | poudingue de Nemours, Paléocène-Éocène inférieur             |

#### Relief
La superficie cadastrale de la commune publiée par l’Insee, qui sert de références dans toutes les statistiques, est de 5,35 km2,. La superficie géographique, issue de la BD Topo, composante du Référentiel à grande échelle produit par l'IGN, est quant à elle de 5,39 km2. L'altitude du territoire varie entre 127 m et 182 m.

### Climat
Pour des articles plus généraux, voir Climat du Centre-Val de Loire et Climat du Loiret.
En 2010, le climat de la commune est de type climat océanique dégradé des plaines du Centre et du Nord, selon une étude du CNRS s'appuyant sur une série de données couvrant la période 1971-2000. En 2020, Météo-France publie une typologie des climats de la France métropolitaine dans laquelle la commune est exposée à un climat océanique altéré et est dans la région climatique Centre et contreforts nord du Massif Central, caractérisée par un air sec en été et un bon ensoleillement.
Pour la période 1971-2000, la température annuelle moyenne est de 10,7 °C, avec une amplitude thermique annuelle de 15,4 °C. Le cumul annuel moyen de précipitations est de 702 mm, avec 11 jours de précipitations en janvier et 7,4 jours en juillet. Pour la période 1991-2020, la température moyenne annuelle observée sur la station météorologique de Météo-France la plus proche, sur la commune de Léré à 15 km à vol d'oiseau, est de 11,6 °C et le cumul annuel moyen de précipitations est de 710,5 mm,. Pour l'avenir, les paramètres climatiques de la commune estimés pour 2050 selon différents scénarios d'émission de gaz à effet de serre sont consultables sur un site dédié publié par Météo-France en novembre 2022.

### Milieux naturels et biodiversité

#### Sites Natura 2000
Le réseau Natura 2000 est un réseau écologique européen de sites naturels d’intérêt écologique élaboré à partir des Directives «Habitats » et «Oiseaux ». Ce réseau est constitué de Zones Spéciales de Conservation (ZSC) et de Zones de Protection Spéciale (ZPS). Dans les zones de ce réseau, les États membres s'engagent à maintenir dans un état de conservation favorable les types d'habitats et d'espèces concernés, par le biais de mesures réglementaires, administratives ou contractuelles. L'objectif est de promouvoir une gestion adaptée des habitats tout en tenant compte des exigences économiques, sociales et culturelles, ainsi que des particularités régionales et locales de chaque État membre. les activités humaines ne sont pas interdites, dès lors que celles-ci ne remettent pas en cause significativement l’état de conservation favorable des habitats et des espèces concernés,. Les sites Natura 2000 présents sur le territoire communal d'Ousson-sur-Loire sont au nombre de deux.
| Désignation                                             | Numéro    | Type                       | Arrêté        | Description |
| ------------------------------------------------------- | --------- | -------------------------- | ------------- | --- |
| « Vallée de la Loire de Tavers à Belleville-sur-Loire » | FR2400528 | SIC (Directive "Habitats") | 13 avril 2007 | Le site de la « Vallée de la Loire de Tavers à Belleville-sur-Loire », d'une superficie de 7 120 ha, concerne 51 communes. La délimitation de ce site Natura 2000 est très proche de celle correspondant à la Directive Oiseaux. L'intérêt majeur du site repose sur les milieux ligériens liés à la dynamique du fleuve, qui hébergent de nombreuses espèces citées en annexe II de la directive Habitats. Elle se situe dans la frange nord de la commune. |
| « Vallée de la Loire du Loiret »                        | FR2410017 | ZPS (Directive "Oiseaux")  | 4 mai 2007    | Le site de la « Vallée de la Loire du Loiret » s'étend sur 7 684 ha et concerne la vallée de la Loire dans le Loiret. Cette ZPS se poursuit en amont et en aval sur les départements voisins. L'intérêt majeur du site repose sur les milieux et les espèces ligériens liés à la dynamique du fleuve. Ces milieux hébergent de nombreuses espèces citées en annexe I de la directive Oiseaux. Le site est caractérisé par la présence de colonies nicheuses de sternes naine et pierregarin et de mouette mélanocéphale. Des sites de pêche du Balbuzard pêcheur sont également présents. Le site est également lieu de reproduction du bihoreau gris, de l'aigrette garzette, de la bondrée apivore, du milan noir, de l'œdicnème criard, du martin-pêcheur, du pic noir, de la pie-grièche écorcheur. Elle se situe dans la frange nord de la commune. |

Sélection de représentants de l'avifaune de la zone Natura 2000 « Vallée de la Loire du Loiret ».
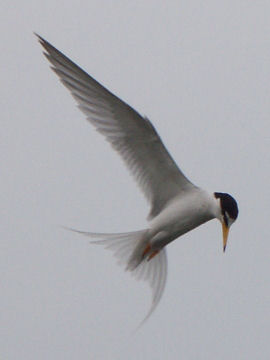
Sterne naine
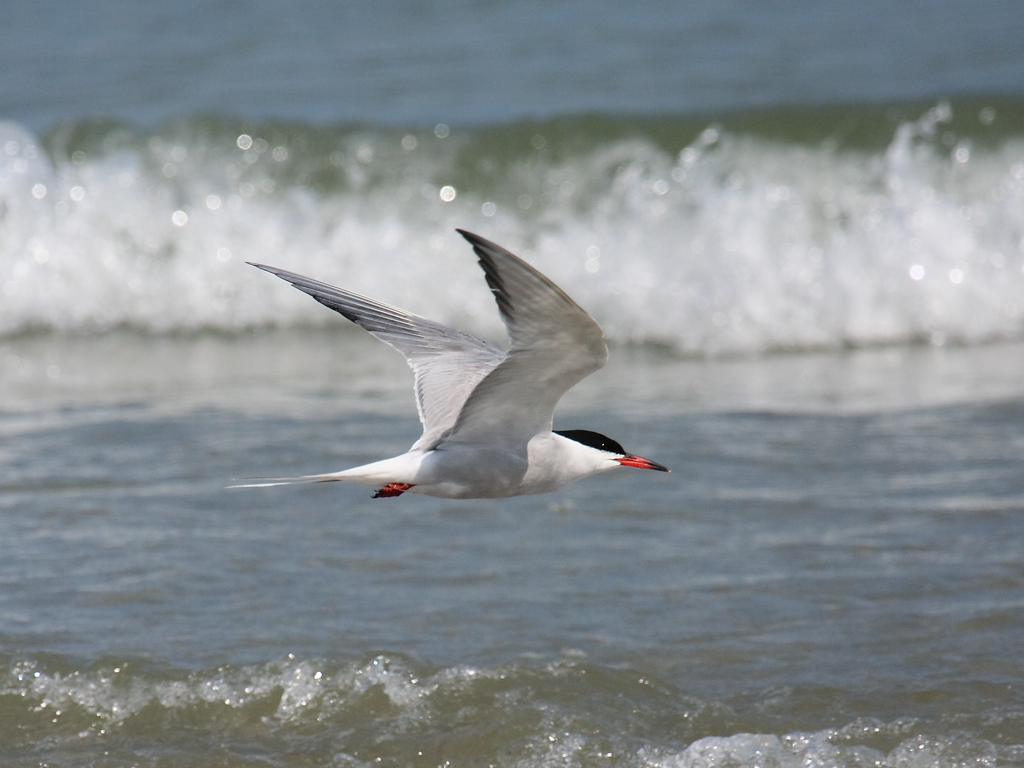
Sterne pierregarin
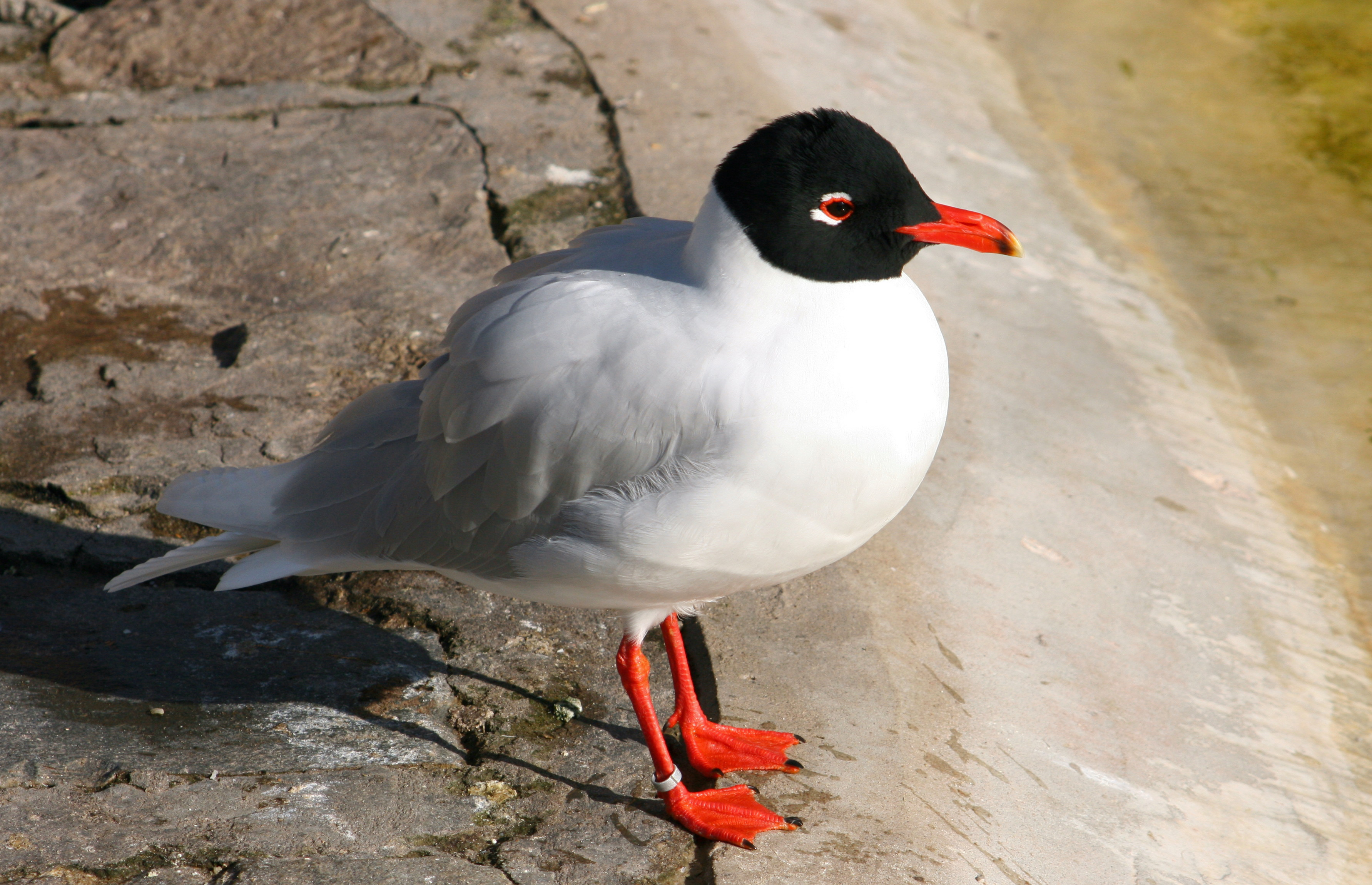
Mouette mélanocéphale
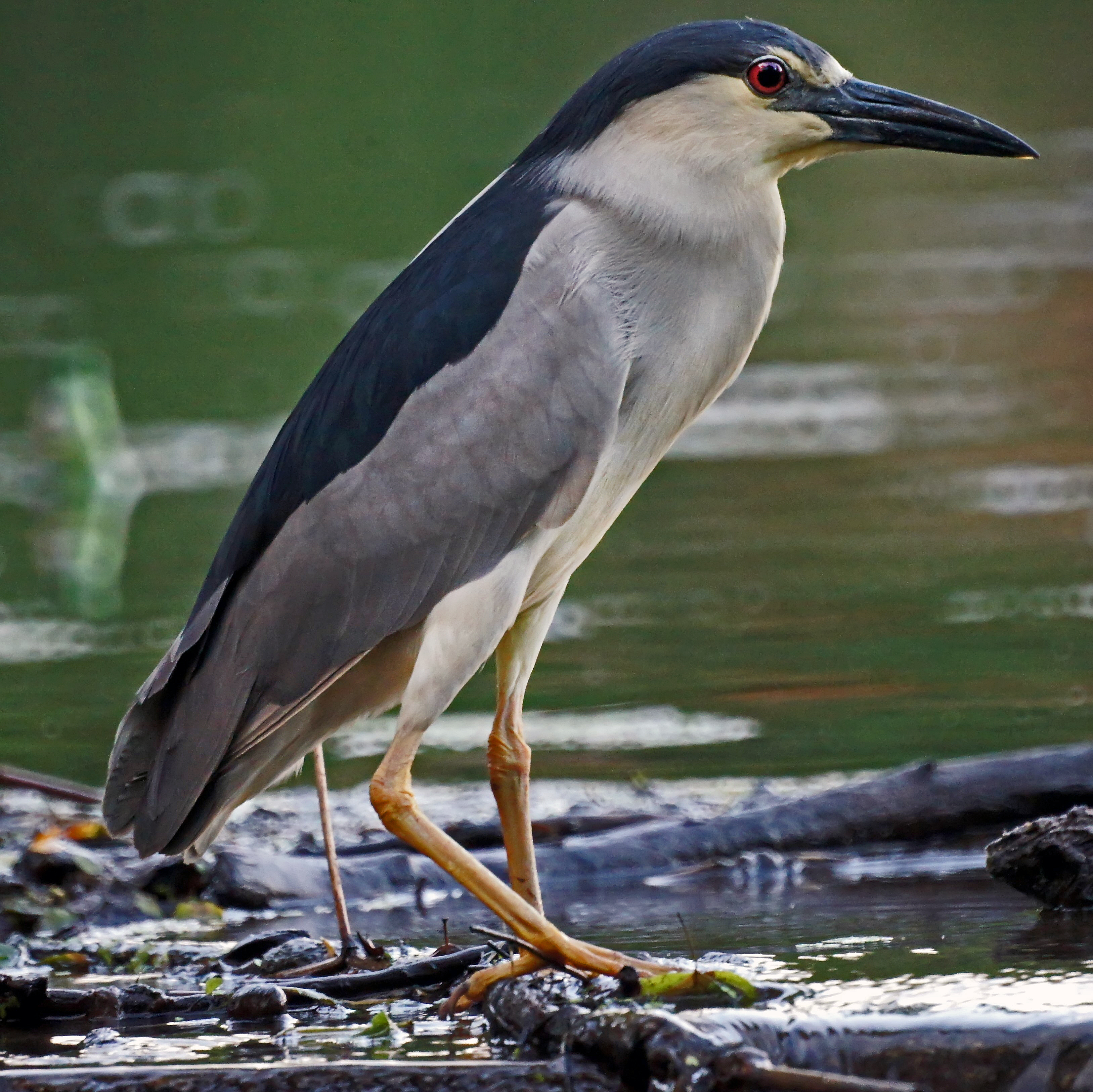
Bihoreau gris
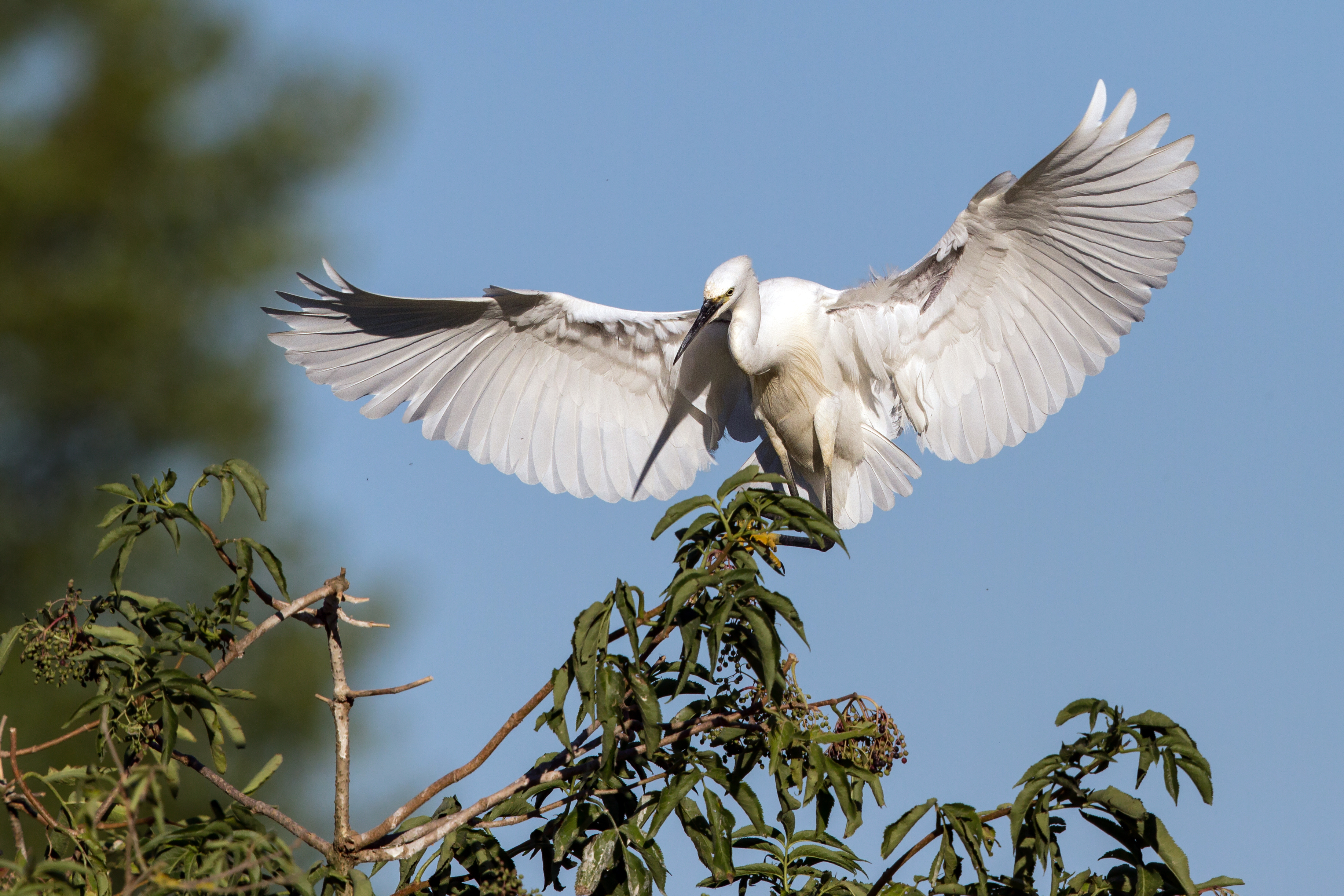
Aigrette garzette
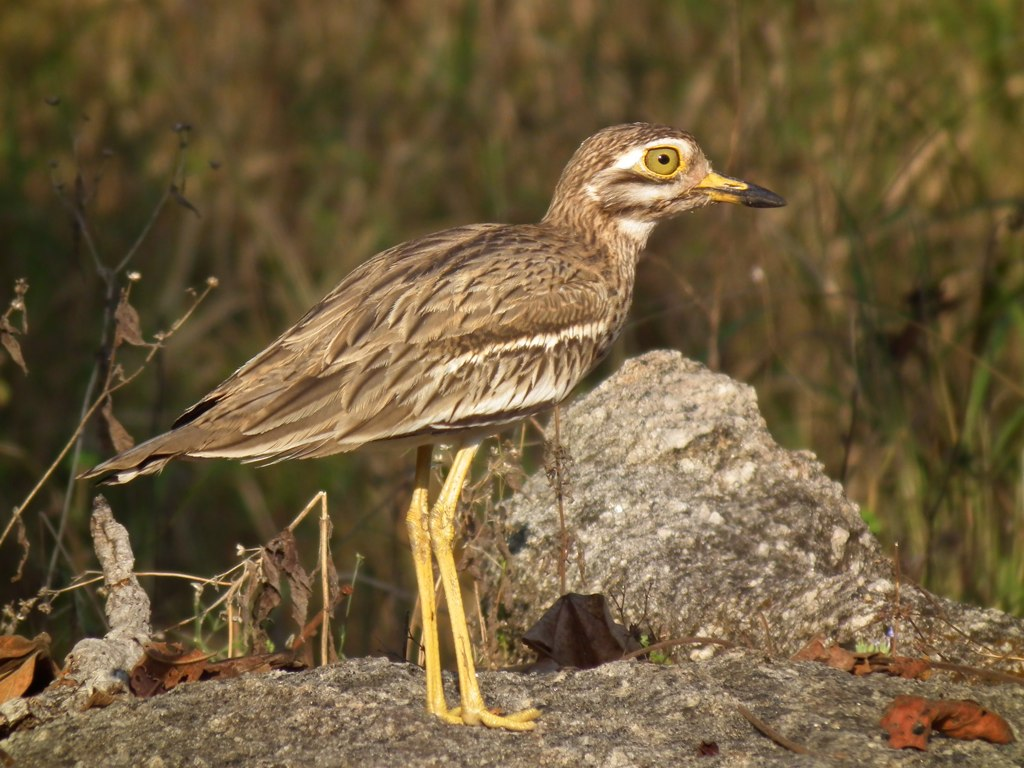
Œdicnème criard
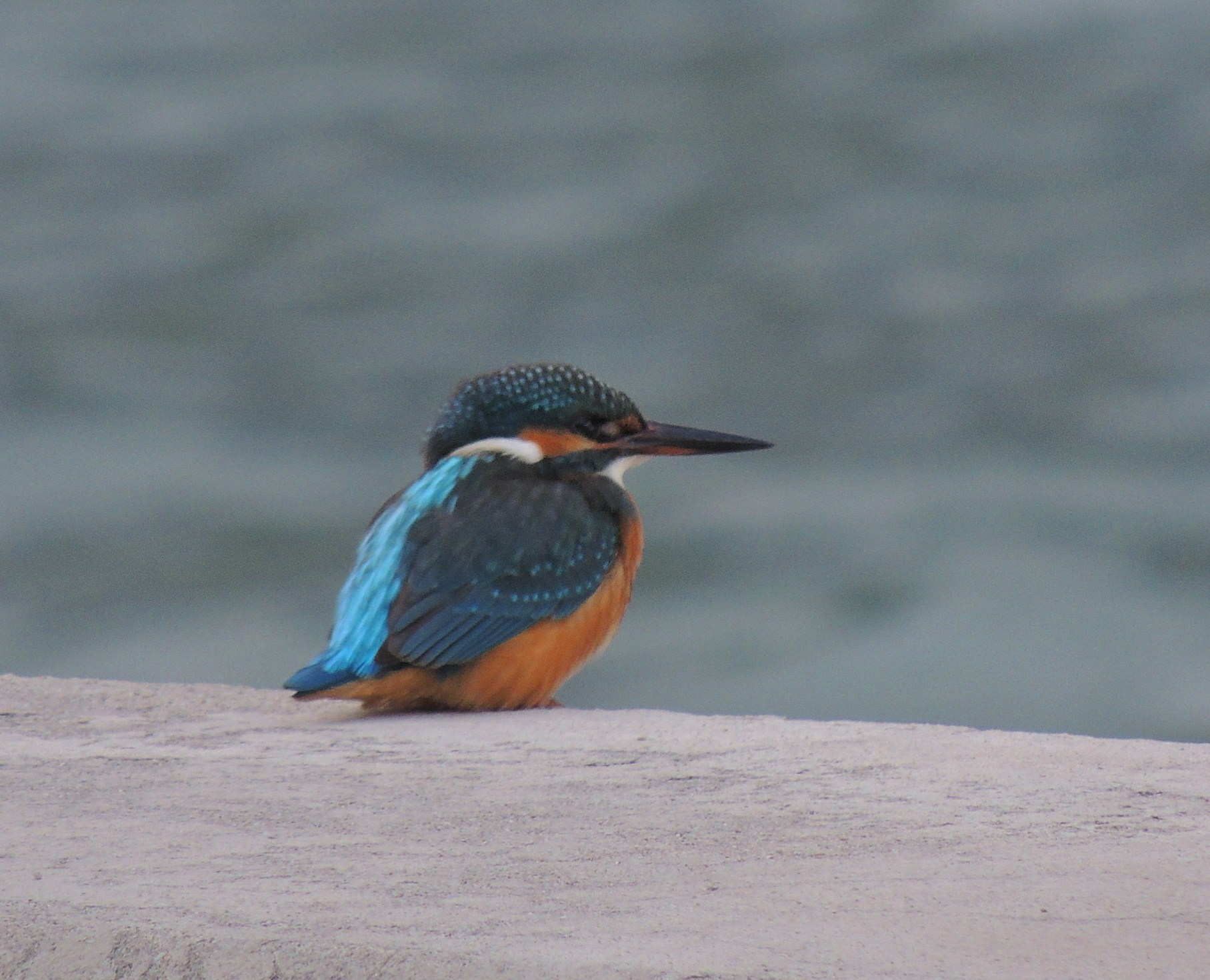
Martin-pêcheur d'Europe

#### Zones nationales d'intérêt écologique, faunistique et floristique

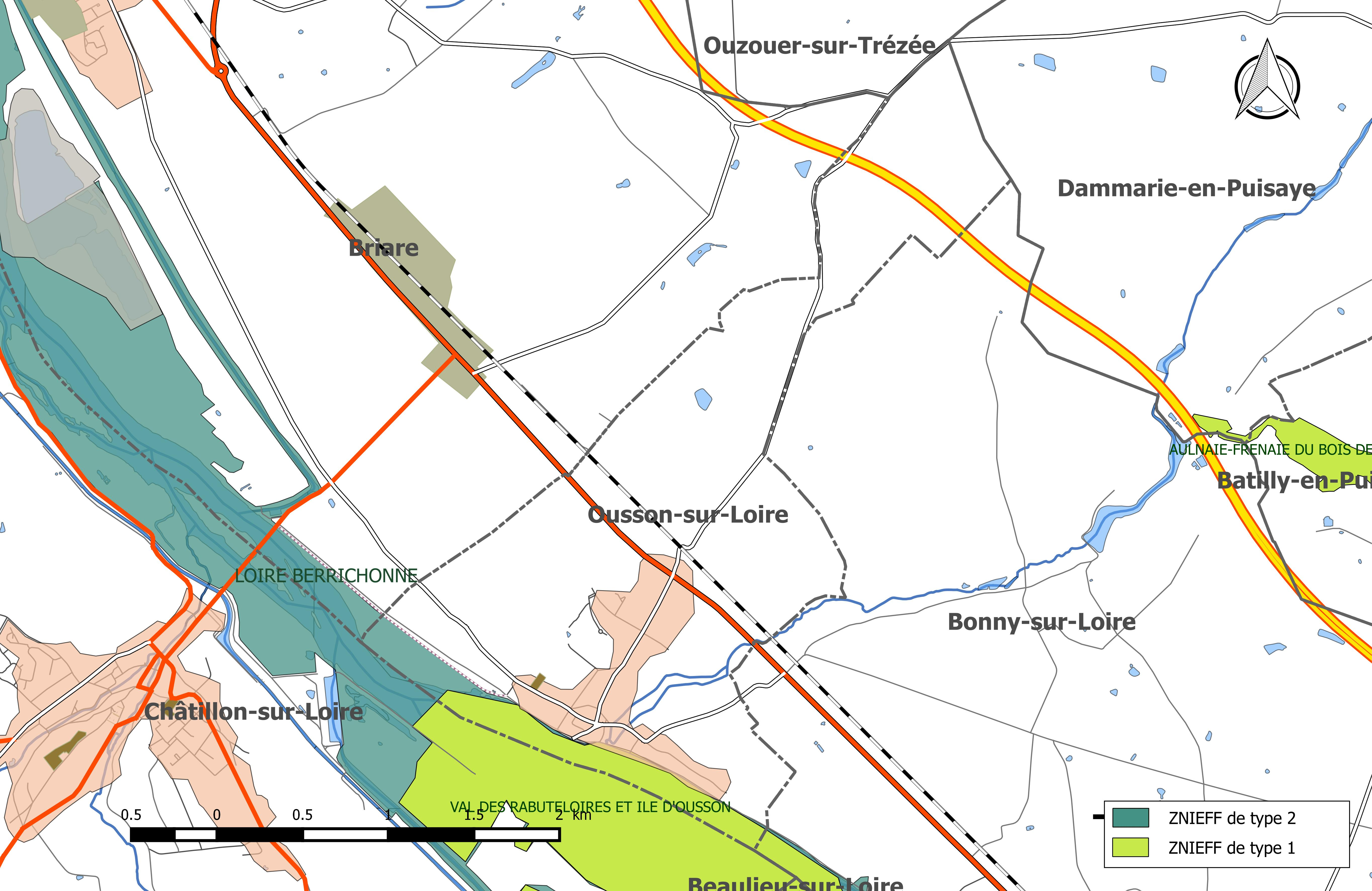
Carte des ZNIEFF de la commune et de ses abords.

L’inventaire des zones naturelles d'intérêt écologique, faunistique et floristique (ZNIEFF) a pour objectif de réaliser une couverture des zones les plus intéressantes sur le plan écologique, essentiellement dans la perspective d’améliorer la connaissance du patrimoine naturel national et de fournir aux différents décideurs un outil d’aide à la prise en compte de l’environnement dans l’aménagement du territoire. Le territoire communal d'Ousson-sur-Loire comprend deux ZNIEFF.
| Désignation                              | Type   | Superficie     | Description |
| ---------------------------------------- | ------ | -------------- | --- |
| « Loire berrichonne »                    | type 2 | 7 058 hectares | Cette zone s'étend sur 31 communes dont 19 dans le Cher et 12 dans le Loiret. La Loire berrichonne (on pourrait dire nivernaise ou bourguignonne) se caractérise par un lit mineur tressé avec de nombreuses îles et grèves. La forêt alluviale occupe une surface bien plus importante que dans les autres sections de la Loire moyenne. Le cours grossièrement orienté nord-sud assure à la fois une fonction de corridor écologique et d'étape migratoire. C'est aussi un secteur important de reproduction de l'avifaune. |
| « Val des rabuteloires et île d'Ousson » | type 1 | 194,7 hectares | Cette zone s'étend sur quatre communes : Beaulieu-sur-Loire, Bonny-sur-Loire, Châtillon-sur-Loire et Ousson-sur-Loire. Son altitude varie entre 130 et 133 m. Il s'agit d'un ensemble complexe mais écologiquement homogène associant une forêt à bois durs apparemment ancienne et en bon état et un espace bocager dont les haies sont généralement en bon état. S'y ajoutent des grèves et îles, des friches, des prairies sèches et un ruisseau. L'ensemble est toujours soumis à submersion occasionnelle.               |

## Toponymie
Le nom d'Ousson provient du mot latin osculum signifiant la petite embouchure. Cette appellation désigne très certainement l'Ousson, ruisseau qui se jette dans la Loire au niveau de la commune. À la fin du VIe siècle, le nom est devenu Oscel, plus ancienne forme écrite conservée, puis Ussum en 1228, Ossonio en 1292 et enfin Ousson à partir du milieu du XVe siècle. Depuis 1956, le nom officiel est Ousson-sur-Loire.

## Histoire
En 1969, le peintre et pastelliste Jacques Ousson y installe sa résidence et un atelier.
En 1992, le peintre Claude Bourguignon, (art construit), y installe un atelier en plus de son atelier parisien.

## Urbanisme

### Typologie
Au 1er janvier 2024, Ousson-sur-Loire est catégorisée commune rurale à habitat dispersé, selon la nouvelle grille communale de densité à sept niveaux définie par l'Insee en 2022.
Elle est située hors unité urbaine. Par ailleurs la commune fait partie de l'aire d'attraction de Gien, dont elle est une commune de la couronne,. Cette aire, qui regroupe 29 communes, est catégorisée dans les aires de moins de 50 000 habitants,.

### Occupation des sols
L'occupation des sols de la commune, telle qu'elle ressort de la base de données européenne d’occupation biophysique des sols Corine Land Cover (CLC), est marquée par l'importance des territoires agricoles (56,7 % en 2018), en diminution par rapport à 1990 (59,2 %). La répartition détaillée en 2018 est la suivante : 
zones agricoles hétérogènes (28,1 %), terres arables (26,5 %), forêts (25 %), zones urbanisées (13,1 %), eaux continentales (5,1 %), prairies (2,1 %).
L'évolution de l’occupation des sols de la commune et de ses infrastructures peut être observée sur les différentes représentations cartographiques du territoire : la carte de Cassini (XVIIIe siècle), la carte d'état-major (1820-1866) et les cartes ou photos aériennes de l'IGN pour la période actuelle (1950 à aujourd'hui).

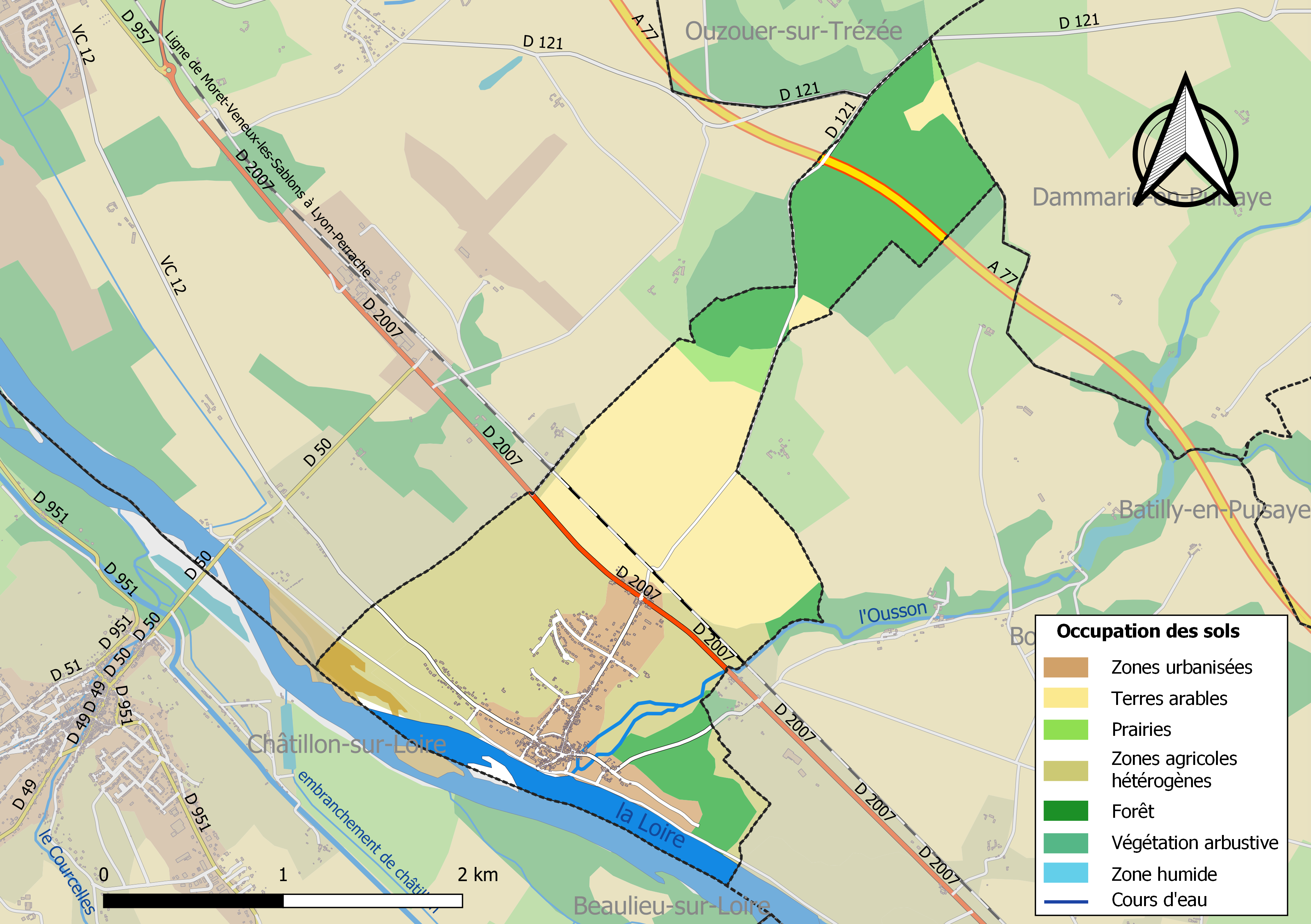
Carte des infrastructures et de l'occupation des sols de la commune en 2018 (CLC).
Carte orthophotographique de la commune en 2016.

### Planification

#### SCoT du pays giennois
La loi SRU du 13 décembre 2000 a incité fortement les communes à se regrouper au sein d’un établissement public, pour déterminer les partis d’aménagement de l’espace au sein d’un SCoT, et ce sous peine de ne plus pouvoir ouvrir à l’urbanisation de nouveaux espaces. En effet, dans certaines conditions, en l’absence de SCoT approuvé, les zones naturelles (N) et les zones d’urbanisation future (AU) ne peuvent plus, sauf dérogation, être ouvertes à l’urbanisation. Tel est le principe posé par l’article L.122-2 du Code de l’urbanisme. En application des dispositions de l'article L.122-18 du Code de l'urbanisme, le Schéma Directeur de la Région de Gien approuvé le 16 juillet 1996 avait été maintenu avec valeur de Schéma de Cohérence Territoriale. Le Schéma regroupait les communes de Coullons, Gien, Nevoy, Poilly-lez-Gien, Saint-Brisson-sur-Loire, Saint-Gondon, Saint-Martin-sur-Ocre. En l'absence de délibération de la communauté des communes giennoises, sur son évolution à l'échéance du délai de 10 ans à compter du 13 décembre 2000, ce SCot est devenu caduc à compter du 13 décembre 2010.
En se dotant de la compétence « élaboration, gestion et suivi d’un Schéma de Cohérence Territoriale à l’échelle du Pays du Giennois » par arrêté préfectoral du 11 mars 2010, le Syndicat mixte du Pays du Giennois s'engage en faveur d’un projet global d’aménagement et de développement durable du territoire du pays du Giennois. Le schéma de cohérence territoriale du pays giennois, qui regroupe 31 communes dont Ousson-sur-Loire, a ainsi été prescrit le 4 novembre 2010. Le projet de schéma a été arrêté le 30 juin 2015 puis soumis à l'enquête en octobre 2015 et approuvé le 29 mars 2016 et est opposable depuis le 8 avril 2016,.

### Voies de communication et transports

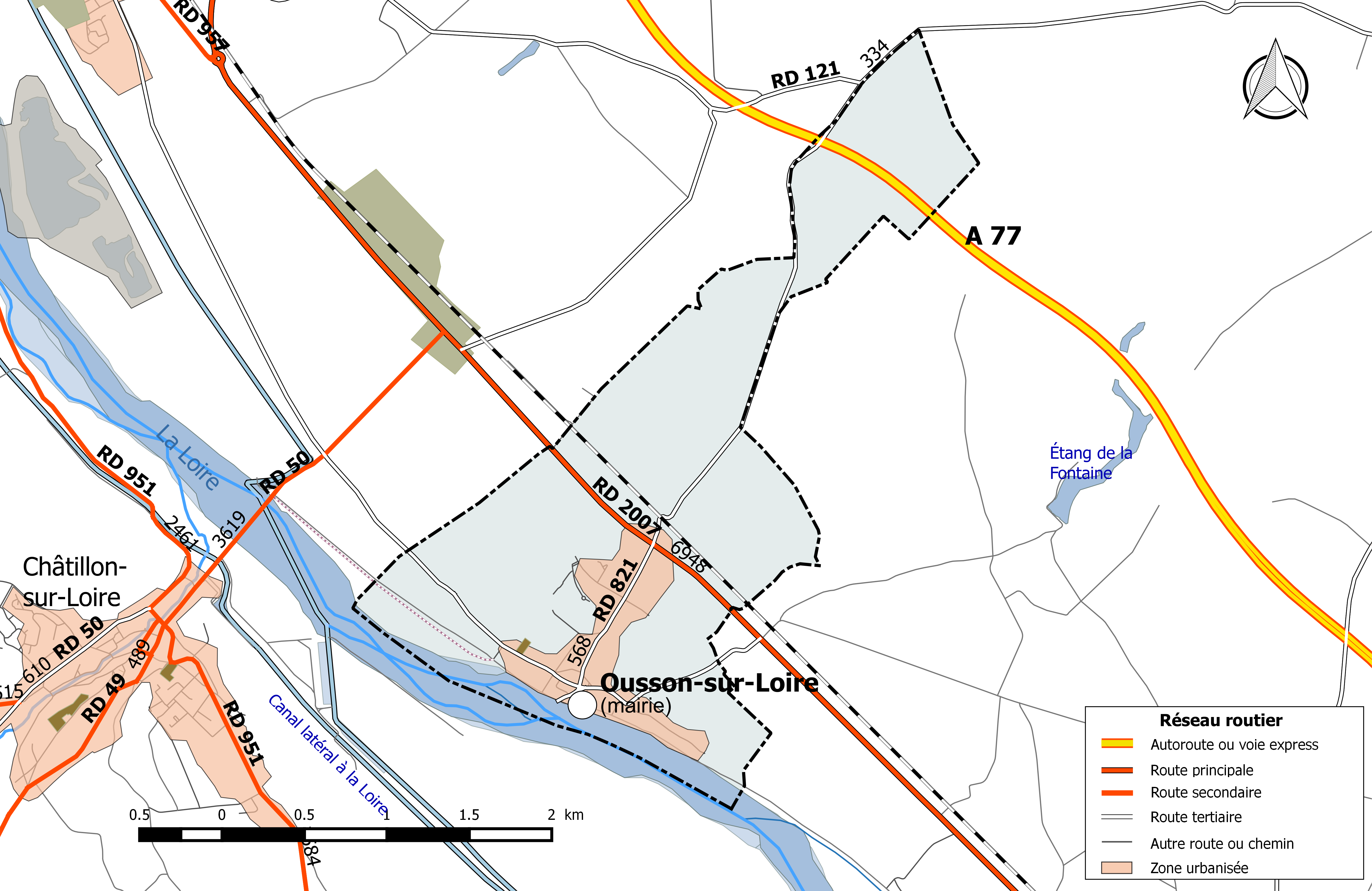
Réseau routier principal de la commune de Ousson-sur-Loire (avec indication du trafic routier 2014).

#### Infrastructures routières
La commune est traversée par l'autoroute A77 et deux routes départementales : la RD 2007 et la RD 821.
La limite nord-est de la commune est longée par l'autoroute A77 dont la section Briare – Cosne-sur-Loire, de 33 km, a été mise en service le 19 juin 2000 après la mise en service de la section Dordives-Briare en novembre 1999. Cette section termine alors la liaison Dordives - Cosne-sur-Loire, qui permet d'assurer le désenclavement effectif de la Nièvre et le délestage du trafic de l'A6 et de la RN7 (actuelle RD 2007)  tout en revalorisant l'axe Nord-Sud de Paris vers Lyon et le Massif central via Nevers.
La RD 2007, qui relie Dordives à Bonny-sur-Loire, est l'ancienne route nationale 7. A sa création, en 1824, elle est définie comme étant la route de Paris à Antibes et en Italie, par Nice et succède alors à la route impériale 8. Elle supporte dans la traversée de la commune un trafic de 6 948 véhicules/jour.
La RD 821, trançon de route qui relie le centre-bourg à la RD 2007, est une route à faible trafic et supporte en 2014 un trafic inférieur à 600 véhicules/jour.
Complétant ces voies, la commune est sillonnée de plusieurs voies communales et chemins ruraux desservant ses fermes et hameaux et les bourgs environnants.

#### Transports en commun routiers
Ousson-sur-Loire est desservie en 2017 par une ligne régulière du réseau d'autocars interurbains Ulys : la ligne 3, Châtillon-sur-Loire - Orléans, correspondances SNCF à la gare d'Orléans et TAO et Transbeauce à la Gare routière d'Orléans;
Depuis le 1er janvier 2017, la compétence des services de transports routiers interurbains, réguliers et à la demande est transférée des départements aux régions, et donc localement du département du Loiret à la région Centre-Val de Loire, consécutivement à la loi NOTRe du 7 août 2015. Dans ce cadre, le Réseau de mobilité interurbaine « Rémi » remplace chacun des réseaux de transports interurbains départementaux et en particulier le réseau Ulys dans le Loiret et  entre en service à compter de la rentrée scolaire du 4 septembre 2017.

#### Infrastructures ferroviaires
La ligne ferroviaire de Moret - Veneux-les-Sablons à Lyon-Perrache traverse le territoire de la commune.

### Risques naturels et technologiques majeurs
La commune de Ousson-sur-Loire est vulnérable à différents aléas naturels : inondations (par débordement de la Loire ou de ruisseaux), climatiques (hiver exceptionnel ou canicule), mouvements de terrains ou sismique. Elle est également exposée à un risque technologique : le transport de matières dangereuses (avec la traversée de l'A77 et de la RD 2007).
Entre 1983 et 2003, la commune a fait l’objet de sept arrêtés de reconnaissance de catastrophe naturelle pour les motifs suivants (les années mentionnées sont celles des événements ayant abouti à la reconnaissance de la catastrophe naturelle) : en 1999, après des mouvements de terrains et en 1983, 1999 et 2003 pour des inondations par ruissellement et Coulée de boue ou par débordement de la Loire.

#### Risque d'inondation

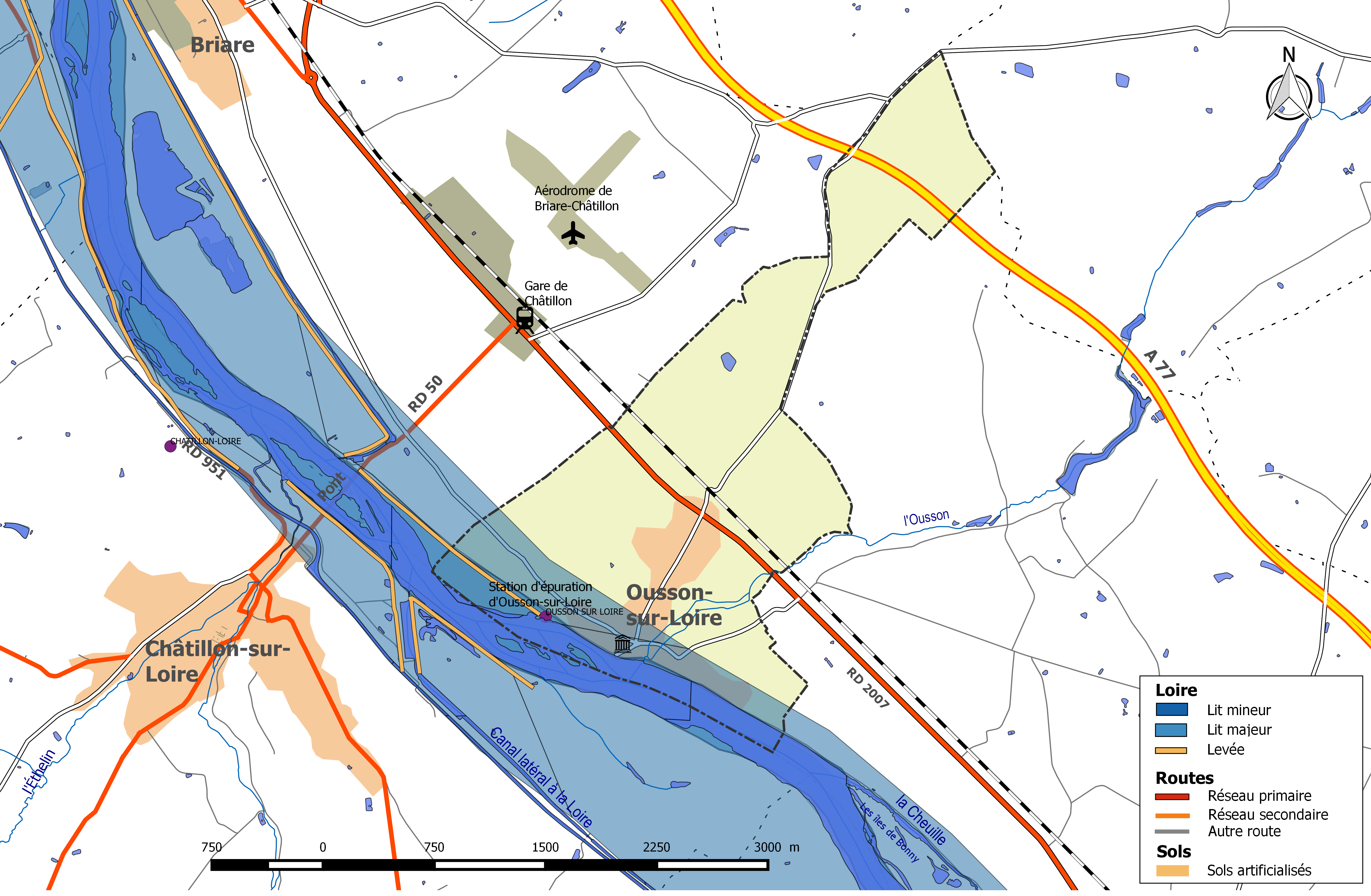
Zone inondable de la commune d'Ousson-sur-Loire.

La Loire est à l'origine des dégâts les plus importants sur la commune en cas de crue majeure. Les crues historiques sont celles de 1846, 1856, 1866 et 1907. Aucune crue n'a atteint depuis 1907 les hauteurs atteintes lors de ces événements catastrophiques.
Le système d'endiguement du val est fermé par la digue domaniale  et par la route départementale n°50. D'une longueur de 2,15 km, il protège  environ 25 personnes. La digue protège le val jusqu'à une crue de fréquence 170 ans, niveau correspondant à une hauteur de 6,50 m à l'échelle de Gien et définissant le niveau  de protection apparent du val. Toutefois, le risque de rupture de cette levée n'est plus négligeable dès une crue de  fréquence quinquennale (4,1 m à l'échelle  de Gien) et devient probable pour une crue de période de retour 20 ans. Le bourg n'est quant à lui pas protégé par une levée car le coteau de la Loire limite l'extension de l'inondation. La partie basse du bourg est ainsi inondable, de ce fait 95 personnes vivent en zone potentiellement inondable en 2014.
Le val d'Ousson-sur-Loire commence à être inondé par remous dans l'Ousson au niveau du quai Albert Boin dès une crue type 2003. La digue d'Ousson est submergée en cas de crue très forte de la Loire, de fréquence 170 ans, correspondant à une hauteur de 6,50 m à l'échelle de Gien, et peut alors rompre, provoquant une inondation soudaine accompagnée de hauteurs d'eau de plus de 2,50 m et des durées de submersion allant de 2 à 4 jours selon l'intensité de la crue.
Le risque d'inondation est pris en compte dans l'aménagement du territoire de la commune par le biais de deux Plans de prévention du risque d'inondation (PPRI) : le PPRI du val de Briare.
Deux documents permettent de définir les modalités de gestion de crise et d'organisation des secours : au niveau départemental, le Dispositif ORSEC départemental spécialisé déclenché en cas d'inondation de la Loire, le plan ORSIL, et au niveau communal le plan communal de sauvegarde.

#### Risque de mouvements de terrain
Le risque de mouvements de terrain consécutifs à la sécheresse est dû à des phases successives de retrait-gonflement des argiles pouvant fragiliser les fondations des bâtiments. Une grande partie du territoire de la commune est soumis à un aléa « moyen » face à ce risque, selon l'échelle définie par le Bureau de recherches géologiques et minières (BRGM), une bande courant du centre-bourg à l'aérodrome de Briare-Châtillon et une traversant la partie nord de la commune, le reste est en aléa « faible ».

#### Risque sismique
La totalité du département est classée en zone de sismicité « très faible ». À ce titre aucune réglementation spécifique ne s'applique aux constructions dites « à risque normal ».

## Politique et administration

### Découpage territorial

#### Bloc communal: Commune et intercommunalités
La paroisse d'Ousson acquiert le statut de municipalité avec le  décret du 12 novembre 1789 de l'Assemblée Nationale puis celui de « commune », au sens de l'administration territoriale actuelle, par le décret de la Convention nationale du 10 brumaire an II (31 octobre 1793). Il faut toutefois attendre la loi du 5 avril 1884 sur l'organisation municipale pour qu'un régime juridique uniforme soit défini pour toutes les communes de France, point de départ de l’affirmation progressive des communes face au pouvoir central.
Aucun événement de restructuration majeure du territoire, de type suppression, cession ou réception de territoire, n'a affecté la commune depuis sa création.
La commune est membre de la Communauté de communes du canton de Briare depuis sa création le 29 décembre 1997, une intercommunalité issue de la transformation en communauté de communes de l'ancien SIVOM du canton de Briare, créé en mai 1962. Depuis le 1er janvier 2017, la commune est membre de la communauté de communes du Berry Loire Puisaye, issue de la fusion de la communauté de communes du canton de Briare et de la communauté de communes du canton de Châtillon-sur-Loire.

#### Circonscriptions de rattachement
Sous l'Ancien Régime, à la veille des États généraux de 1789, la paroisse d'Ousson était rattachée sur le plan ecclésiastique à l'ancien diocèse d'Orléans, sur le plan judiciaire au bailliage d'Orléans , sur le plan militaire au gouvernement d'Orléans et sur le plan administratif à la généralité d'Orléans, élection d'Orléans,.
La loi du 22 décembre 1789 divise le pays en 83 départements découpés chacun en six à neuf districts eux-mêmes découpés en cantons regroupant des communes. Les districts, tout comme les départements, sont le siège d’une administration d’État et constituent à ce titre des circonscriptions administratives. La commune d'Ousson est alors incluse dans le canton de Bonny, le district de Gien et le département du Loiret.
La recherche d’un équilibre entre la volonté d’organiser une administration dont les cadres permettent l’exécution et le contrôle des lois d’une part, et la volonté d’accorder une certaine autonomie aux collectivités de base (paroisses, bourgs, villes) d’autre part, s’étale de 1789 à 1838. Les découpages territoriaux évoluent ensuite au gré des réformes visant à décentraliser ou recentraliser l'action de l'État. La régionalisation fonctionnelle des services de l'État (1945-1971) aboutit à la création de régions. L'acte I de la décentralisation de 1982-1983 constitue une étape importante en donnant l'autonomie aux collectivités territoriales, régions, départements et communes. L'acte II intervient en 2003-2006, puis l'acte III en 2012-2015.
Le tableau suivant présente les rattachements, au niveau infra-départemental, de la commune d'Ousson-sur-Loire aux différentes circonscriptions administratives et électorales ainsi que l'historique de l'évolution de leurs territoires.
| Circonscription             | Nom                | Période   | Type                         | Évolution du découpage territorial |
| --------------------------- | ------------------ | --------- | ---------------------------- | --- |
| District                    | Gien               | 1790-1795 | Administrative               | La commune est rattachée au district de Gien de 1790 à 1795,. La Constitution du 5 fructidor an III, appliquée à partir de vendémiaire an IV (1795) supprime les districts, rouages administratifs liés à la Terreur, mais maintient les cantons qui acquièrent dès lors plus d'importance. |
| Canton                      | Bonny              | 1790-1801 | Administrative et électorale | Le 10 février 1790, la municipalité d'Ousson est rattachée au canton de Bonny,. Les cantons sont supprimés, en tant que découpage administratif, par une loi du 26 juin 1793, et ne conservent qu'un rôle électoral. Ils permettent l’élection des électeurs du second degré chargés de désigner les députés. Les cantons acquièrent une fonction administrative avec la disparition des districts en 1795. |
| Canton                      | Briarre            | 1801-2015 | Administrative et électorale | Sous le Consulat, un redécoupage territorial visant à réduire le nombre de justices de paix ramène le nombre de cantons dans le Loiret de 59 à 31. Ousson est alors rattachée par arrêté du 9 vendémiaire an X (30 septembre 1801) au canton de Briarre, sous le nom d'Ousson,. |
| Canton                      | Gien               | 2015-     | Électorale                   | La loi du 17 mai 2013 et ses décrets d'application publiés en février et mars 2014 introduisent un nouveau découpage territorial pour les élections départementales. La commune est alors rattachée au nouveau canton de Gien. Depuis cette réforme, plus aucun service de l'État n'exerce sa compétence sur un territoire s'appuyant sur le nouveau découpage cantonal. Le canton a disparu en tant que circonscription administrative de l'État ; il est désormais uniquement une circonscription électorale destinée à l'élection d'un binôme de conseillers départementaux siégeant au conseil départemental. |
| Arrondissement              | Gien               | 1801-1926 | Administrative               | Ousson est rattachée à l'arrondissement de Gien par arrêté du 9 vendémiaire an X (30 septembre 1801),. |
| Arrondissement              | Orléans            | 1926-     | Administrative               | Sous la Troisième République, en raison d'un endettement considérable et de l'effort nécessaire pour la reconstruction post-Première Guerre mondiale, la France traverse une crise financière. Pour réduire les dépenses de l’État, Raymond Poincaré fait voter plusieurs décrets-lois réformant en profondeur l’administration française : 106 arrondissements sont ainsi supprimés, dont ceux de Gien et de Pithiviers dans le Loiret par décret du 10 septembre 1926. Ousson-sur-Loire est ainsi transférée de l'arrondissement de Gien à celui d'Orléans,.                                                    |
| Circonscription législative | 3e circonscription | 2010-     | Électorale                   | Lors du découpage législatif de 1986, le nombre de circonscriptions législatives passe dans le Loiret de 4 à 5. Un nouveau redécoupage intervient en 2010 avec la loi du 23 février 2010. En attribuant un siège de député « par tranche » de 125 000 habitants, le nombre de circonscriptions par département varie désormais de 1 à 21,. Dans le Loiret, le nombre de circonscriptions passe de cinq à six. Ousson-sur-Loire, initialement rattachée à la quatrième circonscription, est, après 2010, rattachée à la troisième circonscription.                                                                 |

#### Collectivités de rattachement
La commune d'Ousson-sur-Loire est rattachée au département du Loiret et à la région Centre-Val de Loire, à la fois circonscriptions administratives de l'État et collectivités territoriales.

### Politique et administration municipales

#### Conseil municipal et maire
Depuis les élections municipales de 2014, le conseil municipal  d'Ousson-sur-Loire, commune de moins de 1 000 habitants, est élu au scrutin majoritaire plurinominal à deux tours, les électeurs pouvant modifier les listes, panacher, ajouter ou supprimer des candidats sans que le vote soit nul,  pour un mandat de six ans renouvelable. Il est composé de 15 membres. L'exécutif communal est constitué par le maire, élu par le conseil municipal, parmi ses membres, pour un mandat de six ans, c'est-à-dire pour la durée du mandat du conseil. Didier Croissant est maire depuis 2014.
| Période                                  | Période  | Identité          | Étiquette | Qualité             |
| ---------------------------------------- | -------- | ----------------- | --------- | ------------------- |
| mars 2014                                | En cours | Didier Croissant, | DVD       | Profession libérale |
| Les données manquantes sont à compléter. |          |                   |           |                     |

## Équipements et services

### Gestion de l'eau

#### Eau potable
Le service public d’eau potable est une compétence obligatoire des communes depuis l’adoption de la loi du 30 décembre 2006 sur l’eau et les milieux aquatiques. Au 31 décembre 2016, la production et la distribution de l'eau potable sur le territoire communal sont assurées par le syndicat intercommunal d'alimentation en eau potable de Bonny-sur-Loire - Ousson, un syndicat créé en 1957 desservant deux communes : Bonny-sur-Loire et Ousson-sur-Loire,,.
La loi NOTRe du 7 août 2015 prévoit que le transfert des compétences « eau et assainissement » vers les communautés de communes sera obligatoire à compter du 1er janvier 2020. Le transfert d’une compétence entraîne  de  facto  la  mise  à disposition  gratuite  de  plein droit des biens, équipements et services publics utilisés, à la date du transfert, pour l'exercice de ces compétences et la substitution de la communauté dans les droits et obligations des communes,.

#### Eaux usées
La compétence assainissement, qui recouvre obligatoirement la collecte, le transport et l’épuration des eaux usées, l’élimination des boues produites, ainsi que le contrôle des raccordements aux réseaux publics de collecte, est assurée  par la commune elle-même.
La commune est raccordée à une station d'épuration située sur le territoire communal mise en service le 1er novembre 1980 et dont la capacité nominale de traitement est de  1 000 EH, soit 160 m3/jour. Cet équipement utilise un procédé d'épuration biologique dit « à boues activées ». Son exploitation est assurée par la commune,.
L’assainissement non collectif (ANC) désigne les installations individuelles de traitement des eaux domestiques qui ne sont pas desservies par un réseau public de collecte des eaux usées et qui doivent en conséquence traiter elles-mêmes leurs eaux usées avant de les rejeter dans le milieu naturel. En 2016, c'est la communauté de communes du canton de Briare qui assure le service public d'assainissement non collectif (SPANC), qui a pour mission de vérifier la bonne exécution des travaux de réalisation et de réhabilitation, ainsi que le bon fonctionnement et l’entretien des installations.

### Gestion des déchets
En  2016, la commune est membre du syndicat mixte de collecte et de traitement des ordures ménagères des cantons de Gien, Châtillon Coligny, Briare et Châtillon-sur-Loire (SMICTOM). Celui-ci assure la collecte et le traitement des ordures ménagères résiduelles en porte à porte, des emballages ménagers recyclables, des encombrants et du verre en points d’apport volontaire. Un réseau de sept déchèteries accueille les encombrants et autres déchets spécifiques (déchets verts, déchets dangereux, gravats, ferraille, cartons…). La déchèterie la plus proche est située sur la commune de Châtillon-sur-Loire,. L'élimination et la valorisation énergétique des déchets ménagers et de ceux issus de la collecte sélective sont effectuées par le SYCTOM de Gien-Châteauneuf-sur-Loire qui comprend un centre de transfert de déchets ménagers et un centre de stockage de déchets ultimes (CSDU) de classe II à Saint-Aignan-des-Gués ainsi qu'une usine d’incinération des ordures ménagères à Gien-Arrabloy.
Depuis le 1er janvier 2017, la « gestion des déchets ménagers » ne fait plus partie des compétences de la commune mais est une compétence obligatoire de la communauté de communes du Berry Loire Puisaye en application de la loi NOTRe du 7 août 2015.

## Population et société

### Démographie
L'évolution du nombre d'habitants est connue à travers les recensements de la population effectués dans la commune depuis 1793. Pour les communes de moins de 10 000 habitants, une enquête de recensement portant sur toute la population est réalisée tous les cinq ans, les populations de référence des années intermédiaires étant quant à elles estimées par interpolation ou extrapolation. Pour la commune, le premier recensement exhaustif entrant dans le cadre du nouveau dispositif a été réalisé en 2005.
En 2022, la commune comptait 702 habitants, en évolution de −6,4 % par rapport à 2016 (Loiret : +1,89 %, France hors Mayotte : +2,11 %).
| 1793 | 1800 | 1806 | 1821 | 1831 | 1836 | 1841 | 1846 | 1851 |
| ---- | ---- | ---- | ---- | ---- | ---- | ---- | ---- | ---- |
| 461  | 519  | 497  | 489  | 525  | 633  | 609  | 626  | 653  |

| 1856 | 1861 | 1866 | 1872 | 1876 | 1881 | 1886 | 1891 | 1896 |
| ---- | ---- | ---- | ---- | ---- | ---- | ---- | ---- | ---- |
| 663  | 699  | 704  | 724  | 686  | 715  | 714  | 721  | 678  |

| 1901 | 1906 | 1911 | 1921 | 1926 | 1931 | 1936 | 1946 | 1954 |
| ---- | ---- | ---- | ---- | ---- | ---- | ---- | ---- | ---- |
| 677  | 632  | 596  | 525  | 508  | 462  | 457  | 463  | 441  |

| 1962 | 1968 | 1975 | 1982 | 1990 | 1999 | 2005 | 2006 | 2010 |
| ---- | ---- | ---- | ---- | ---- | ---- | ---- | ---- | ---- |
| 437  | 449  | 519  | 593  | 621  | 684  | 758  | 752  | 743  |

| 2015 | 2020 | 2022 | - | - | - | - | - | - |
| ---- | ---- | ---- | - | - | - | - | - | - |
| 742  | 691  | 702  | - | - | - | - | - | - |

## Culture locale et patrimoine

### Patrimoine bâti
- L'église Saint-Hilaire du XVIIe siècle ;
- Le clos des Cortillots, cave voûtée, dégustation des vins du Giennois ;
- La croix Saint Vincent ;

### Patrimoine gastronomique
- La commune d'Ousson-sur-Loire est située dans l'aire de l'appellation d'origine protégée (AOP)[Note 10] ou appellation d'origine contrôlée (AOC)[Note 11] du Chavignol, un fromage au lait cru fabriqué à base de lait de chèvre entier, à pâte molle à croûte fleurie, de forme cylindrique très légèrement bombé à la périphérie[104].

### Héraldique
| Blason de Ousson-sur-Loire | Blason  | Coupé : au 1er d'azur à une gabarre de sable et au trait d'argent à dextre et à une porte de ville flanquée de deux tours d'argent et ouverte de tenné à senestre, les tours ajourées de sable, au 2d de gueules à six burelles ondées d'argent et à une feuille de vigne versée d'or brochante. |
| Blason de Ousson-sur-Loire | Détails | * Il y a là non-respect de la règle de contrariété des couleurs : ces armes sont fautives (sable sur azur). Le statut officiel du blason reste à déterminer. |